# Chrapaki (obwód smoleński)
Chrapaki (ros. Храпаки) – wieś (ros. деревня, trb. dieriewnia) w zachodniej Rosji, w osiedlu wiejskim Pieriewołoczskoje rejonu rudniańskiego w obwodzie smoleńskim.

## Geografia
Miejscowość położona jest nad Rutawieczem, 10 km od granicy z Białorusią, 4 km od drogi regionalnej 66K-30 (Diemidow – Ponizowje – Zaozierje), 13 km od centrum administracyjnego osiedla wiejskiego (Pieriewołoczje), 20 km od centrum administracyjnego rejonu (Rudnia), 66,5 km od Smoleńska.
W granicach miejscowości znajduje się ulica Parkowaja (1 posesja).

## Demografia
W 2010 r. miejscowość zamieszkiwały 2 osoby.